# Тяговые испытания локомотивов
Тяговые испытания локомотивов — испытания, проводимые для определения и проверки тяговых качеств и экономичности локомотивов, характеристик их основных узлов и проверки системы управления. Данные испытания служат также для снятия и проверки характеристик локомотивов, необходимых для нормирования веса поезда и тяговых расчётов. Аналогичным испытаниям подвергается и моторвагонный подвижной состав.

## Методика проведения испытаний

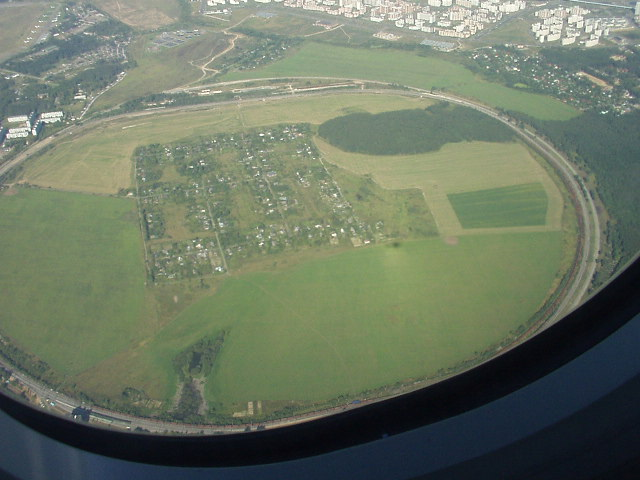
Кольцевая железная дорога ВНИИЖТа, на которой проводятся испытания локомотивов

Тяговые испытания прежде всего проходят опытные образцы новых серий локомотивов, чтобы уже по результатам оценки параметров этих образцов можно было дать право на запуск серийного производства. Также испытаниям подвергаются и модернизированные локомотивы, у которых была изменена масса и скорость движения. Испытания как правило проводятся после заводской наладки и установленного пробега, также могут быть частью приёмочных испытаний.
Помимо собственно тяговых испытаний, локомотивы также проходят и тягово-теплотехнические (тепловозы, газотурбовозы) или тягово-энергетические (электровозы) испытания. В ходе них на различных скоростях определяются следующие параметры: сила тяги, её ограничения, сопротивление движению локомотива как повозки, касательная мощность, при наличии электрического торможения проверяют его эффективность. Для тепловозов также определяют общий КПД на разных скоростях при различных режимах работы тяговой передачи и отбор мощности дизеля на служебные нужды, расход топлива дизелем и эффективность работы системы охлаждения, экономичность тяговой передачи. У электровозов проверяется нагрев тягового электрооборудования, силовой ток на различных режимах, надёжность аппаратов защиты, для электровозов переменного тока определяют коэффициент мощности. Для моторвагонного подвижного состава дополнительно определяют силу тяги при пустых и загруженных вагонах.
Для снятия тяговых параметров используют ведомый испытуемым локомотивом динамометрический вагон, в котором установлена соответствующая аппаратура, а также установленные на самом локомотиве специальные датчики. При испытаниях моторвагонного подвижного состава, динамометрический вагон, как правило, не применяют.